# Ivalia korakundah
Ivalia korakundah is een keversoort uit de familie bladkevers (Chrysomelidae). De wetenschappelijke naam van de soort werd in 2006 gepubliceerd door Prathapan, Konstantinov & Duckett in Duckett, Prathapan & Konstantinov.